# نماد پایان اثبات

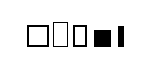
اَشکال مختلف نماد پایان اثبات

پایان اثبات در نماد ریاضیات، (به انگلیسی: Tombstone (typography)) یا end-of-proof، یا نماد .Q.E.D "{\displaystyle \blacksquare }" (یا "{\displaystyle \square }") نمادی است برای نشان دادن پایان یک اثبات، به جای مخفف سنتی ".Q.E.D" که مخفف عبارت "quod erat demonstrandum" است. در مجله‌ها، یکی از نمادهای مختلفی است که برای نشان دادن پایان مقاله استفاده می‌شود.
در یونی‌کد، به‌صورت کاراکتر (;HTML &#8718) ∎ U+220E نشان داده می‌شود. شکل گرافیکی آن متفاوت است، زیرا ممکن است مستطیل یا مربع توخالی یا پر شده باشد.
در AMS-LaTeX، نماد به‌طور خودکار در انتهای یک محیط اثبات \begin{proof} … \end{proof} اضافه می‌شود. همچنین می‌توان آن را از دستورها\qedsymbol ،\qedhere یا \qed به‌دست‌آورد (این دومی باعث می‌شود نماد به راست تراز شود).
گاهی اوقات به نام «نماد نهایی هالموس» یا «هالموس» به افتخار ریاضی‌دان پل ریچارد هالموس، که اولین بار در سال ۱۹۵۰ از آن در زمینهٔ ریاضی استفاده کرد، نامیده می‌شود. او ایدهٔ استفاده از آن را از دیدن استفاده از آن برای نشان دادن پایان مقالات در مجله‌ها دریافت کرد. او در کتاب خاطرات خود (می‌خواهم ریاضی‌دان شوم)، موارد زیر را نوشت:
این نماد ابداع من نیست، اما برای اولین بار در مجله‌های پرطرفدار غیر ریاضی دیده شد. قبل از اینکه من آن را اقتباس کنم. اما، یک‌بار دیگر، به‌نظر می‌رسد که من آن را وارد ریاضیات کردم. نمادی است که گاهی به‌شکل ▯ است و برای نشان دادن پایان اثبات استفاده می‌شود و اغلب «تامب‌استون» نامیده می‌شود، اما یک نویسندهٔ سخاوتمند، آن را «هالموس» نامید.